# Kevin Clash
Kevin Jeffrey Clash (Baltimora, 17 settembre 1960) è un regista, produttore cinematografico e burattinaio statunitense, noto per aver animato alcuni importanti personaggi dei Muppet come Clifford, e Hoots il gufo ma soprattutto per essere colui che anima Elmo.

## Carriera
L'interesse di Clash per la figura teatrale nasce già in tenera età, e ha iniziato ad esibirsi in piccoli spettacoli televisivi locali per bambini che hanno come protagonisti pupazzi (alcuni costruiti da lui stesso) nella sua città natale di Baltimora da quando era un adolescente. Nei primi anni ottanta, ha iniziato a lavorare per un programma di pupazzi chiamato Captain Kangaroo. Successivamente ha iniziato a lavorare su Sesamo apriti nel 1984. Era il terzo burattinaio del personaggio Elmo, un personaggio minore che grazie a Clash il personaggio è diventato il personaggio più popolare dello spettacolo, ed è diventato un produttore esecutivo e regista per lo spettacolo. Clash ha lavorato in diverse produzioni per i Muppets e per la Jim Henson Productions e in altri progetti.
Nel 2006, Clash ha scritto un'autobiografia chiamato "My Life as a Furry Red Monster". È stato descritto nel documentario Being Elmo: A Puppeteer's Journey nel 2011.
Clash si è dimesso da Sesame Street nel 2012 dopo accuse di scorrettezza sessuale, tutte negate e successivamente licenziate per scadenza dei termini di prescrizione. Clash è tornato a fare il burattinaio come attore non protagonista nella commedia per adulti The Happytime Murders (2018)

### Vita privata
Clash è stato sposato dal 1986 al 2003 e ha una figlia, nata nel 1993.

## Filmografia

### Doppiatore

#### Cinema
- Follow That Bird, regia di Ken Kwapis (1985)
- Labyrinth - Dove tutto è possibile (Labyrinth), regia di Jim Henson (1986)
- Tartarughe Ninja alla riscossa (Teenage Mutant Ninja Turtles), regia di Steve Barron (1990)
- Tartarughe Ninja II - Il segreto di Ooze (Teenage Mutant Ninja Turtles II: The Secret of the Ooze), regia di Michael Pressman (1991)
- I Muppet nell'isola del tesoro (Muppet Treasure Island), regia di Brian Henson e David Lane (1996)
- I Muppets venuti dallo spazio (Muppets from Space), regia di Tim Hill (1999)
- Le avventure di Elmo in Brontolandia (The Adventures of Elmo in Grouchland), regia di Gary Halvorson (1999)
- Sesame Street: The Very Best of Elmo, regia di Emily Squires (2010)
- Sesame Street: Elmo's Travel Songs and Games, regia di Scott Preston, Lisa Simon e Emily Squires (2011)
- Sesame Street: Elmo's World - Favorite Things, regia di Kevin Clash e Ken Diego (2012)
- Sesame Street: Elmo's Magic Numbers, registi vari (2012)
- Sesame Street: Elmo's Alphabet Challenge, regia di Joey Mazzarino (2012)
- VeggieTales: The Little Drummer Boy!, regia di Brian Roberts (2012)
- Pupazzi senza gloria (The Happytime Murders), regia di Brian Henson (2018)

#### Televisione
- Sesamo apriti (Sesame Street) – serie TV, 402 episodi (1980-2018)
- The Great Space Coaster – serie TV, episodio 1x01 (1981)
- The Great Space Coaster Supershow, regia di Dick Feldman – film TV (1981)
- Captain Kangaroo – serie TV, 2 episodi (1981)
- The Tales of the Bunny Picnic, regia di Jim Henson e David G. Hillier – film TV (1986)
- A Muppet family Christmas, regia di Peter Harris e Eric Till (1987)
- Sesame Street, Special, regia di Jon Stone – film TV (1988)
- Free to Be... a Family, regia di Gary Halvorson – film TV (1988)
- Shalom Sesame – serie TV, 5 episodi (1987-1991)
- The Jim Henson Hour – serie TV, 9 episodi (1989-1990)
- I Robinson (The Cosby Show) – serie TV, episodio 6x14 (1990)
- Disneyland – serie TV, episodio 34x23 (1990)
- Basil Hears a Noise, regia di Wayne Moss – film TV (1990)
- Big Bird's Birthday or Let Me Eat Cake, regia di Jon Stone, Lisa Simon e Emily Squires – film TV (1991)
- The Tale of Peter Rabbit, regia di Clive Smith e Clive A. Smith – film TV (1991)
- Un raggio di luna per Dorothy Jane (The Torkelsons) – serie TV, episodio 1x12 (1991)
- I Dinosauri (Dinosaurs) – serie TV, 65 episodi (1991-1994)
- Dog City – serie TV, 8 episodi (1992-1994)
- Sesame Street Jam: A Musical Celebration, registi vari – film TV (1993)
- Sesame Street Stays Up Late!, regia di Chuck Vinson – film TV (1993)
- Mr. Willowby's Christmas Tree, regia di Jon Stone – film TV (1995)
- Muppets Tonight – serie TV, 22 episodi (1996-1998)
- Big Bag – serie TV, 29 episodi (1996-1998)
- Learn Along with Sesame – serie TV, 9 episodi (1996-2011)
- Elmopalooza!, registi vari (1998)
- Il mondo di Elmo (Elmo's Wolrd) – serie TV, 55 episodi (1998-2009)
- Cinderelmo, regia di Bruce Leddy – film TV (1999)
- Il super Buon Natale dei Muppet (It's a Very Merry Muppet Christmas Movie), regia di Kirk R. Thatcher – film TV (2002)
- West Wing - Tutti gli uomini del Presidente (The West Wing) – serie TV, episodio 5x16 (2004)
- Oobi – serie TV, episodio 3x20 (2004)
- I Muppet e il mago di Oz (The Muppets' Wizard of Oz), regia di Kirk R. Thatcher – film TV (2005)
- Pinky Dinky Doo – serie TV, 81 episodi (2005-2009)
- Sprout Diner – serie TV, episodio 1x01 (2006)
- Christmas Celebration at the Grove, regia di Jeff Margolis – film TV (2006)
- Elmo's Christmas Countdown, regia di Gary Halvorson – film TV (2007)
- Bert and Ernie's Great Adventures – serie TV, episodio 1x18 (2008)
- Scrubs - Medici ai primi ferri (Scrubs) – serie TV, episodio 8x05 (2009)
- Coming Home: Military Families Cope with Change, regia di Jerry Foley – film TV (2009)
- Families Stand Together: Feeling Secure in Tough Times, regia di Kevin Clash e Scott Preston – film TV (2009)
- When Families Grieve, regia di Nancy Stern Winters – film TV (2010)
- Growing Hope Against Hunger, regia di Cynthia Wade – film TV (2011)
- Super Healthy Monsters – miniserie TV (2012)
- Little Children, Big Challenges – serie TV, 2 episodi (2012-2013)
- Tour de Pharmacy, regia di Jake Szymanski – film TV (2017)
- Dark Crystal - La resistenza (The Dark Crystal: Age of Resistance) – serie TV, 10 episodi (2019)
- Fraggle Rock: ritorno alla grotta (Fraggle Rock: Back to the Rock) – serie TV, 10 episodi (2022)

#### Cortometraggi
- Inner Tube, regia di Jim Henson (1987)
- Sesame Street: Get Up and Dance, registi vari (1997)
- Elmo Says Boo, regia di Jon Stone, Lisa Simon e Emily Squires (1997)
- A Brief History of Motion Pictures, regia di Victor DiNapoli (1998)
- Sesame Street: 4-D Movie Magic, regia di John Rust (2003)
- One World, One Sky: Big Bird's Adventure, regia di Ken Diego (2008)

### Regista

#### Cinema
- Sesame Street: C is for Cookie Monster (2010)
- Sesame Street: Elmo's World - Favorite Things (2012)
- Sesame Streer: Elmo's Magic Numbers (2012)

#### Televisione
- Sesamo apriti (Sesame Street) – serie TV, 29 episodi (2000-2012)
- Il mondo di Elmo (Elmo's World) – serie TV, episodio 37x01(2006)
- Families Stand Together: Feeling Secure in Tough Times – film TV (2009)
- Math Bites – serie TV, 5 episodi (2014)

### Produttore

#### Cinema
- Le avventure di Elmo in Brontolandia (The Adventures of Elmo in Grouchland), regia di Gary Halvorson (1999)

#### Televisione
- Elmopalooza!, registi vari – film TV (1998)
- Cinderelmo, regia di Bruce Leddy – film TV (1999)
- Sesamo apriti (Sesame Street) – serie TV, 33 episodi (2000-2012)
- Coming Home: Military Families Cope with Change, regia di Jerry Foley – film TV (2009)
- Families Stand Together: Feeling Secure in Tough Times, regia di Kevin Clash e Scott Preston– film TV (2009)
- Growing Hope Against Hunger, regia di Cynthia Wade  – film TV (2011)